# Johann Gottlieb Georgi

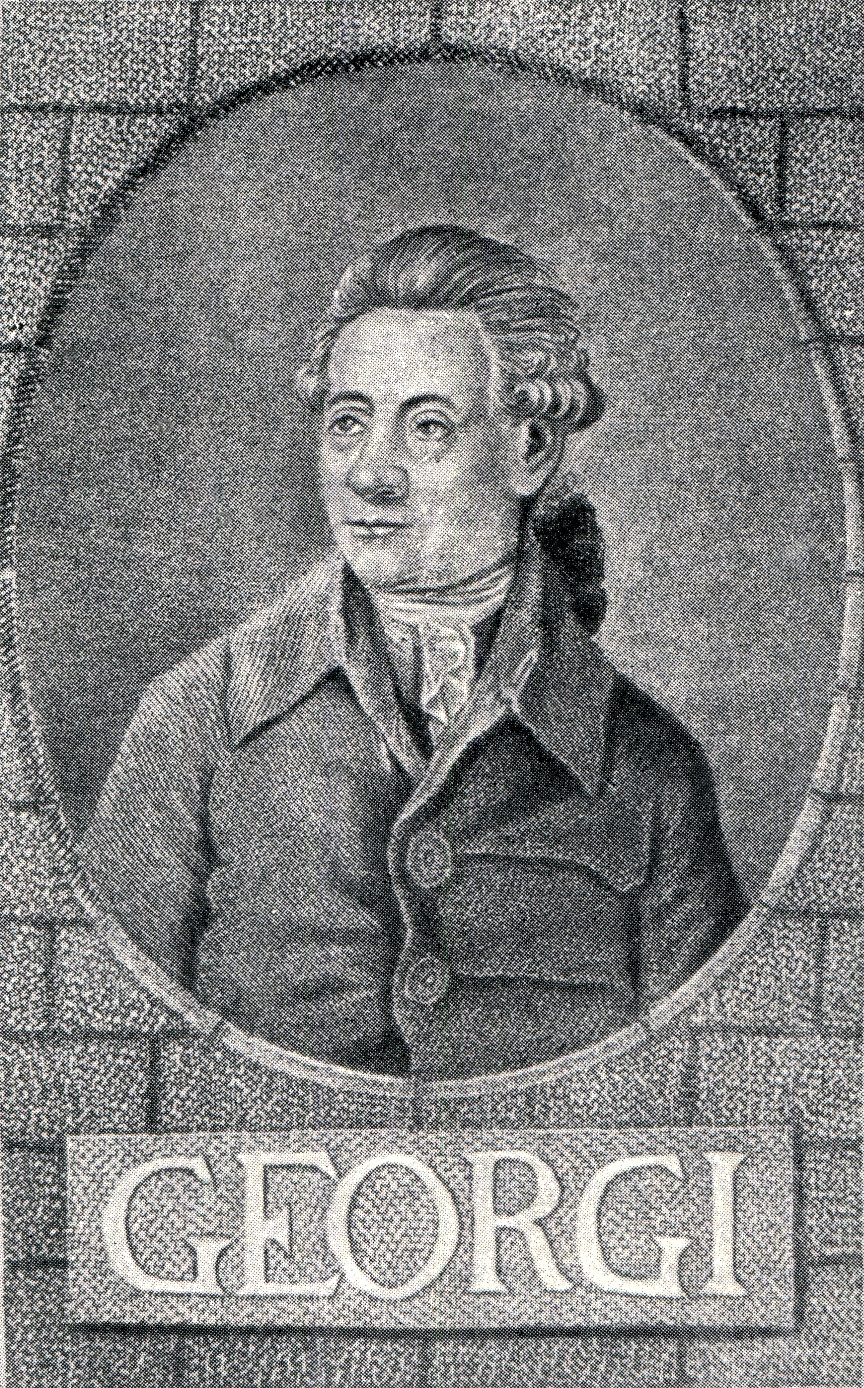
Johann Gottlieb Georgi

Johann Gottlieb Georgi (* 31. Dezember 1729 auf Gut Wachholzhagen, Kreis Greifenberg, Pommern; † 27. Oktoberjul. / 8. November 1802greg. in Sankt Petersburg) war ein deutscher Geograph, Chemiker und Botaniker. Sein offizielles botanisches Autorenkürzel lautet „Georgi“.

## Leben und Wirken
Georgi war ausgebildeter Apotheker und hatte zunächst eine Apotheke in Stendal. 1769 zog es ihn nach St. Petersburg. Von dort nahm er an zwei Expeditionen nach Sibirien teil. Die erste (ab 1770) war unter Johann Peter Falck, die zweite (ab 1772) mit Peter Simon Pallas durch Sibirien: Von Irkutsk nach Jekaterinburg und zurück nach St. Petersburg. Auf der Expedition wurde im März 1772 ein im Eis konserviertes Nashorn gefunden, welches zur weiteren Untersuchung nach St. Petersburg geschickt wurde. Seine Hauptarbeit war das Umfahren und Kartographieren des Baikalsees. Auf Grund seiner Leistungen wurde er 1775 zum Adjunkten der Russischen Akademie der Wissenschaften ernannt. 1783 wurde er Professor für Chemie in St. Petersburg und auch ordentliches Mitglied der Russischen Akademie der Wissenschaften. 1778 wurde er als auswärtiges Mitglied in die Preußische Akademie der Wissenschaften aufgenommen. Im Jahr 1789 wurde er zum Mitglied der Leopoldina gewählt.
Georgi, der viele Bücher von Carl von Linné ins Deutsche übersetzte, brachte die Manuskripte Falcks nach dessen Selbstmord nach Sankt Petersburg und veröffentlichte seine Reisenotizen in Beyträge zur topographischen Kenntniss des russischen Reichs I-III (1785–1786).

## Ehrungen
Carl Ludwig Willdenow benannte die Gattung der Dahlien (Dahlia Cav., Syn.: Georgina Willd.) nach Johann Gottlieb Georgi als Georginen. Die Bezeichnung ist allerdings inzwischen überholt und nur noch wenig in Gebrauch.

## Werke
- Bemerkungen einer Reise im Russischen Reich im Jahre 1772. St. Petersburg 1775; Auszüge daraus: Merkwürdigkeiten verschiedener unbekannten Völker des russischen Reichs. Frankfurt und Leipzig 1777
- Geographisch-physikalische und naturhistorische Beschreibung des Russischen Reichs / zur Uebersicht bisheriger Kenntnisse von demselben. Nicolovius, Königsberg, erschienen in 6 Bänden von 1797 bis 1802. Nachdruck: Hansebooks, 2017, ISBN 978-3-7434-4092-0.
- Beschreibung aller Nationen des Russischen Reichs, ihrer Lebensart, Religion, Gebräuche, Wohnungen, Kleidung und übrigen Merckwürdigkeiten. C.W. Müller, St. Petersburg 1776–1780